# Limonium parvifolium
Limonium parvifolium är en triftväxtart som först beskrevs av Vincenzo Tineo, och fick sitt nu gällande namn av Sandro Alessandro Pignatti. Limonium parvifolium ingår i släktet rispar, och familjen triftväxter. Inga underarter finns listade i Catalogue of Life.